# OGLE-2016-BLG-1190Lb
OGLE-2016-BLG-1190Lb是一顆質量極高的太陽系外行星，質量約為木星的13.4倍，因此該天體也可能是低質量的棕矮星。它的母恆星是黃矮星 OGLE-2016-BLG-1190L，距離地球約2.2萬光年，在天球上位於人馬座，在銀河系內位於中心核球。
發現OGLE-2016-BLG-1190Lb 的天文學家在報告這項發現時宣稱「由於棕矮星沙漠的存在是行星和恆星不同形成機制的標誌，並且OGLE-2016-BLG-1190Lb 的軌道範圍相當接近棕矮星沙漠範圍。這引發了該天體是否真的是行星的疑問（依照形成機制），並因此反映它在追蹤銀河系內行星分布的角色。」

## 發現
母恆星OGLE-2016-BLG-1190L由光學重力透鏡實驗發現於2016年6月。發現後數日史匹哲太空望遠鏡觀測到微引力透镜現象。OGLE-2016-BLG-1190Lb是第一顆由史匹哲太空望遠鏡觀測微引力透镜所發現的行星，並且也是第一顆質量在行星與棕矮星邊界附近的系外行星。此外，最初的研究報告稱該行星「很可能是首顆史匹哲太空望遠鏡在星系核球/中心棒結構部分發現的微引力透镜系外行星。」

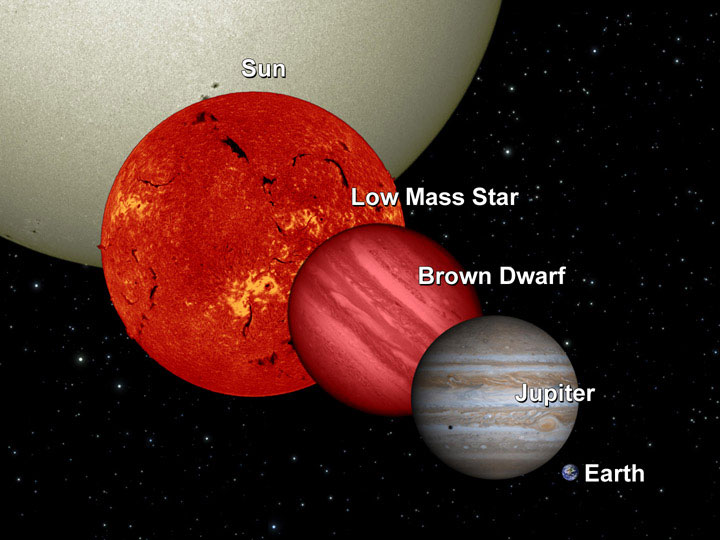
各種天體比較：大多數棕矮星體積僅稍大於木星（10–15%），但因為棕矮星密度較高，質量最高可達到木星的80倍。本圖的太陽未按照比例繪製，且實際遠大於棕矮星與低質量恆。

## 外部連結
- MOA collaboration（页面存档备份，存于）
- OGLE collaboration
- Planet Homepage（页面存档备份，存于）
- YouTube上的Video (01:01) – OGLE-2016-BLG-1190Lb